# رقصة الفلاحين
رقصة الفلاحين هي لوحة زيتية رسمها بيتر بروخل الأكبر في عام 1567، اللوحة حالياً ضمن مقتنيات متحف تاريخ الفنون في فيينا.